# George Hamilton Gordon, IV conte di Aberdeen
Lord George Hamilton Gordon, IV conte di Aberdeen (Edimburgo, 29 gennaio 1784 – St. James's, 14 dicembre 1860), è stato un politico e ambasciatore inglese.
Nel 1801 succedette nel titolo di Lord al nonno. Membro del Partito Conservatore e ambasciatore a Vienna tra il 1813 e il 1814, per questo suo impegno diplomatico e antinapoleonico ricevette la paria del Regno Unito come visconte Gordon, fu ministro degli esteri dal 1828 al 1830 nel ministero del Duca di Wellington. Tra il 1834 e il 1835 fu ministro delle Colonie sotto Robert Peel e dal 1841 al 1846 fu nuovamente ministro degli Esteri con lo stesso Peel, segnalandosi per il suo spirito conciliante con l'attenuazione della tensione anglofrancese e il trattato di Washington con gli Stati Uniti d'America. È stato Primo ministro nell'ambito di un governo di coalizione con Lord Palmerston e Lord John Russell, dal 19 dicembre 1852 al 6 febbraio 1855.

## Biografia

### I primi anni
Nato ad Edimburgo il 28 gennaio 1784, George era il figlio primogenito di George Gordon, lord Haddo, figlio a sua volta di George Gordon, III conte di Aberdeen. Sua madre era Charlotte, figlia minore di William Baird di Newbyth. Egli perdette il padre nel 1791 e la madre nel 1795, venendo cresciuto da Henry Dundas, I visconte Melville. Egli venne educato a Harrow ed al St John's College di Cambridge dove ottenne il diploma di Master of Arts nel 1804. Prima di questo, ad ogni modo, egli era succeduto al nonno al titolo di conte di Aberdeen nel 1801 ed aveva compiuto un tour in Europa. Al suo ritorno in Inghilterra egli fondò la Società Ateniese. Nel 1805 sposò lady Catherine Elizabeth, figlia di John Hamilton, I marchese di Abercorn.

### La carriera politica e diplomatica, 1805–1828

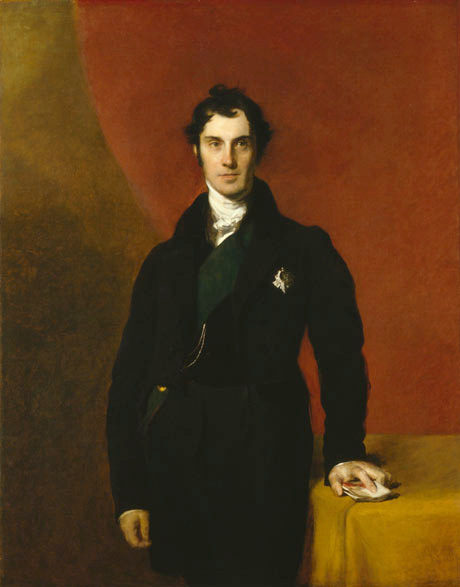

Nel dicembre del 1805 lord Aberdeen prese il proprio seggio come rappresentante scozzese del partito Tory presso la Camera dei Lords. Nel 1808 divenne cavaliere dell'Ordine del Cardo. A seguito della morte della moglie nel 1812 egli si dedicò al servizio del ministero degli esteri e venne nominato Ambasciatore straordinario e Ministro Plenipotenziario in Austria ove si trovò a siglare il Trattato di Töplitz tra Regno Unito e Impero austriaco a Vienna nell'ottobre del 1813. Egli fu uno dei partecipanti britannici al Congresso di Châtillon nel febbraio 1814 e fu presente ai negoziati del Trattato di Parigi nel maggio di quell'anno. Ritornato in patria, venne creato pari nella parìa del Regno Unito col titolo di Visconte Gordon, di Aberdeen nella Contea di Aberdeen (1814), e divenne membro del Privy Council del re. Nel luglio del 1815 egli si risposò con la cognata Harriet, figlia di John Douglas, e vedova di James Hamilton, visconte Hamilton.

### La carriera politica, 1828–1852

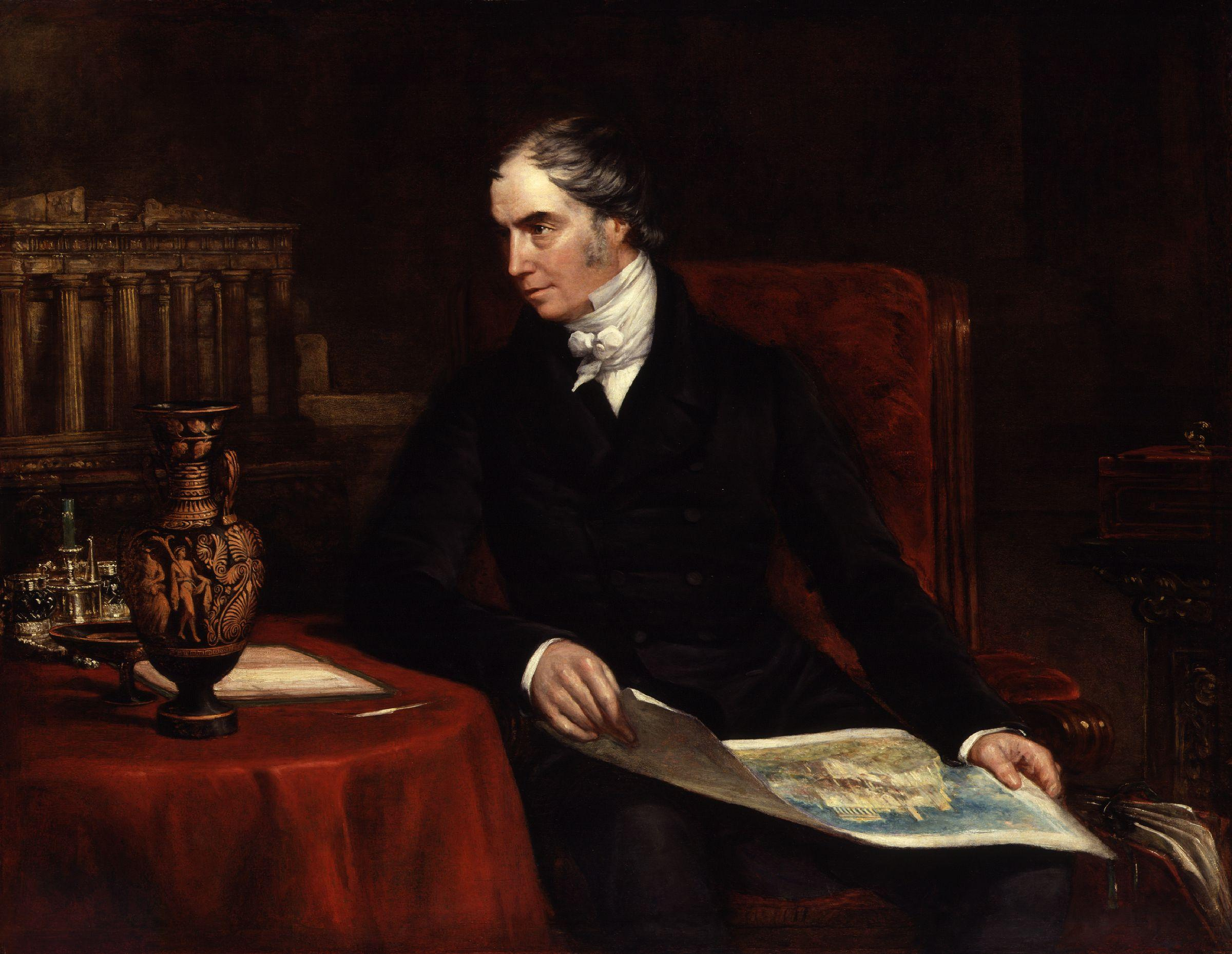
Lord Aberdeen, in un ritratto di John Partridge.

Lord Aberdeen prestò servizio come Cancelliere del Ducato di Lancaster tra il gennaio ed il giugno del 1828 e fu successivamente Segretario di Stato per gli Affari Esteri sino al 1830 sotto il governo del Duca di Wellington. Egli si dimise con Wellington al passaggio del Reform Bill del 1832. Egli fu Segretario di Stato per la Guerra e le Colonie tra il 1834 ed il 1835 e nuovamente Segretario di Stato per gli Affari Esteri dal 1841 al 1846 sotto Sir Robert Peel. Fu durante questo suo secondo mandato in carica che egli ebbe dei disaccordi con gli Stati Uniti e precisamente con la Webster-Ashburton Treaty (1842) che portò al Trattato dell'Oregon del 1846 concordato con la presidenza di James Knox Polk.
Egli lavorò con successo a migliorare le relazioni tra Regno Unito e Francia divenendo amico personale di Guizot. Egli successivamente seguì il suo capo e si dimise con Peel sulla scia delle lotte per le Corn Laws. Dopo la morte di Peel nel 1850 egli venne riconosciuto quale leader dei Peeliti. Nel luglio del 1852 il governo Tory vinse le elezioni guadagnandosi 325 seggi al parlamento inglese, sebbene questo rappresentasse difatti il 42,7% dei seggi totali. Il principale partito di opposizione in queste elezioni fu quello degli Whig che ottennero 292 seggi. Mentre i Peeliti erano d'accordo con gli Whigs sulle misure da adottarsi nel mercato internazionale, altre parti del programma erano contrastanti come ad esempio l'Ecclesiastical Titles Assumption Bill, che già aveva evitato l'unione dei Peeliti al governo di Lord John Russell nel 1851.

### Primo Ministro, 1852–1855

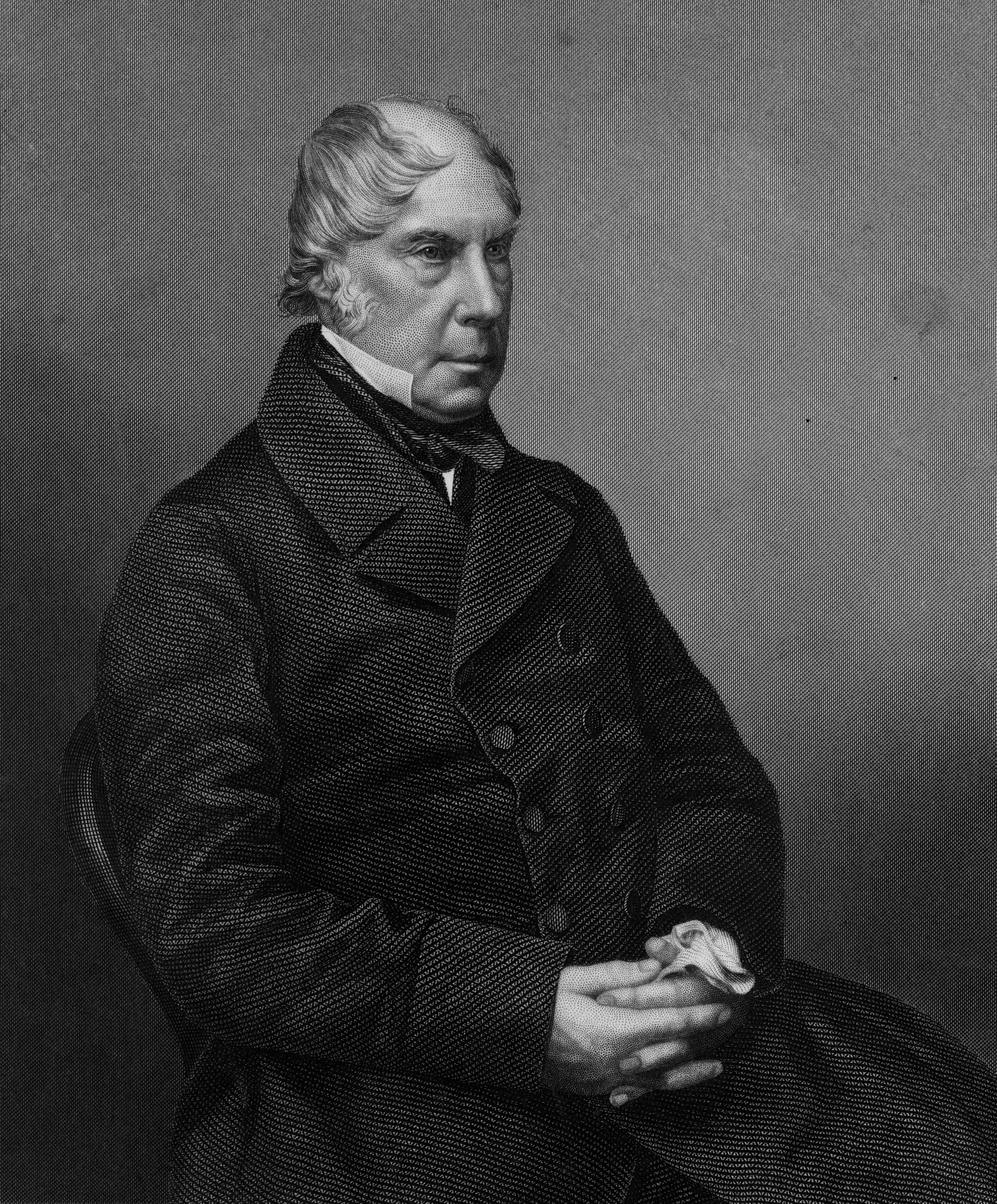
Il conte di Aberdeen in un ritratto degli anni '50 dell'Ottocento.

A seguito della caduta del governo conservatore di minoranza guidato da lord Derby nel dicembre del 1852, lord Aberdeen formò un nuovo governo di coalizione con i Peeliti, i Free Traders e gli Whigs che avevano votato contro il governo di minoranza. Lord Aberdeen fu in grado di mettere insieme un governo di coalizione conquistandosi quindi il 53,8% dei seggi del parlamento, venendo nominato Primo Ministro. Il nuovo gabinetto di governo conteneva tra gli altri personaggi come lord Palmerston e lord Russell che certamente avevano visioni di politica estera diametralmente opposte a quelle di lord Aberdeen e in particolare gli scontri non tardarono a manifestarsi circa le relazioni che il Regno Unito avrebbe dovuto mantenere nei confronti della Francia e in particolar modo con Luigi Bonaparte, presidente della repubblica francese che aveva da poco attuato un colpo di Stato col quale aveva abbattuto di fatto la seconda repubblica, sciogliendo l'assemblea costituente e facendo arrestare molti membri del parlamento di spirito repubblicano e giungendo poi ad autoproclamarsi imperatore dei francesi col nome di Napoleone III. Questo colpo di Stato aveva fatto sussultare molti democratici inglesi e francesi e in particolare nel Regno Unito molti temevano che Luigi Bonaparte stesse cercando di ricreare il magnifico impero dello zio Napoleone I, non esitando a dichiarare guerra alla Gran Bretagna stessa. Come conseguenza molti di questi democratici ed ufficiali d'esercito iniziarono a pensare che qualsiasi relazione stretta con la Francia avrebbe potuto portare ad altre guerre come quelle che avevano dilaniato l'Europa dal 1793 al 1815. Come primo ministro, il conte di Aberdeen era schierato apertamente contro la Francia sebbene non mancasse di iniziare a interessarsi alla crescente predominanza dell'Impero russo nell'Europa orientale, corrispondente al progressivo declino dell'Impero ottomano. Lord Palmerston, che al tempo del colpo di Stato del Bonaparte era Segretario di Stato per gli Affari Esteri nel governo Whig del primo ministro lord John Russell, senza informare il resto del gabinetto di governo né la regina Vittoria, inviò una nota privata all'ambasciatore francese congratulandosi con Luigi Bonaparte per il suo colpo di Stato. La Regina Vittoria e i membri del governo Russell chiesero quindi che Palmerston si dimettesse dalla carica politica che ricopriva e, sebbene riluttante, egli dovette accettare. Ad ogni modo, nel febbraio del 1852, Palmerston si prese la propria rivincita votando la sfiducia al governo Russell il che portò alla fine del governo Whig ed alle nuove elezioni del luglio del 1852 che portarono al governo appunto i conservatori. Lord Russell fu un problema anche per lord Aberdeen quando nel dicembre 1852 venne chiamato a formare un nuovo governo in quanto egli era il leader del partito Whig, la più grande coalizione di governo presente nel parlamento del Regno Unito. Lord Russell dovette essere nominato Segretario di Stato per gli Affari Esteri il 29 dicembre 1852, utilizzando sovente tale posizione governativa per parlare alla popolazione quasi fosse un primo ministro a tutti gli effetti. Lord Palmerston, per i suoi precedenti, non poteva più essere nominato agli Affari Esteri e come tale venne nominato Home Secretary.

### La "Questione orientale" e la guerra di Crimea
Dati i contrasti che si erano posti sul colpo di Stato di Luigi Bonaparte in Francia è facile immaginare i sussulti che creò in Inghilterra la sua assunzione del titolo di imperatore dei francesi. Come primo ministro della coalizione di governo che raccoglieva Peeliti e Whig, il conte di Aberdeen propese per la salvaguardia degli interessi del Regno Unito a svantaggio della Russia decidendo di collaborare con la Francia e gli Ottomani nella cosiddetta Guerra di Crimea, sebbene i contrasti che seguirono allo smembramento dell'Impero ottomano ed alla sua spartizione tra Francia e Inghilterra si protrasse poi a lungo sino alla fine del secolo dando vita alla Questione orientale. Aberdeen stesso non era favorevole al coinvolgimento del Regno Unito in una nuova guerra, ma dovette cedere sulle pressioni di molti membri del suo gabinetto di governo tra i quali ovviamente spiccava lord Palmerston supportato in questa rara occasione da lord Russell, entrambi schierati con una politica aggressiva contro l'espansione russa in Europa.
L'insoddisfazione generale inglese nel corso degli eventi della guerra andò aumentando ed il 29 gennaio 1855 il parlamentare John Arthur Roebuck introdusse una mozione per la nomina di una commissione col compito di controllare la conduzione della guerra da parte del governo. Questa mozione venne votata con 305 voti favorevoli contro 148 contrari e questo fu difatti un voto di sfiducia accollato al governo del conte di Aberdeen che dovette dimettersi per far spazio a nuove elezioni che si tennero nel 1855.

## Matrimoni e figli
Sposò, il 28 luglio 1805, Lady Catherine Elizabeth Hamilton, figlia di Lord Abercorn. Ebbero quattro figli:
- Lady Jane Hamilton-Gordon (11 febbraio 1807-18 agosto 1824)
- Lady Charlotte Catherine Hamilton-Gordon (28 marzo 1808-24 luglio 1818)
- Lady Alice Hamilton-Gordon (12 luglio 1809-1829)
- figlio nato e morto nel 1810.

Sposò, l'8 luglio 1815, Harriet Douglas, figlia di John Douglas e di Lady Frances Lascelles. Ebbero cinque figli:
- George Hamilton Gordon, V conte di Aberdeen (28 settembre 1816-22 marzo 1864);
- Lord Alexander Hamilton-Gordon (11 dicembre 1817-19 maggio 1890), sposò Caroline Herschel, ebbero nove figli;
- Lady Frances Hamilton-Gordon (1819-20 aprile 1834);
- Lord Douglas Hamilton-Gordon (13 marzo 1824-6 dicembre 1901), sposò Lady Susan Douglas, ebbero cinque figli;
- Arthur Hamilton-Gordon, I barone Stanmore (26 novembre 1829-30 gennaio 1912).

## Morte
La contessa di Aberdeen morì nell'agosto del 1833. Lord Aberdeen morì ad Argyll House, St. James's, Londra, il 14 dicembre 1860, e venne sepolto nella cripta di famiglia a Stanmore. Nel 1994 il novellista e politico Ferdinand Mount usò la vita di George Gordon su base storica dal titolo Umbrella.

## Ascendenza
|                                                 |                   |                               | Genitori                           |  |  | Nonni |  |  | Bisnonni                                |  |  | Trisnonni                              |  |
|                                                 |                   |                               |                                    |  |  |       |  |  | 8. William Gordon, II conte di Aberdeen |  |  | 16. George Gordon, I conte di Aberdeen |  |
|                                                 |                   |                               |                                    |  |  |       |  |  | 8. William Gordon, II conte di Aberdeen |  |  | 16. George Gordon, I conte di Aberdeen |  |
|                                                 |                   | 17. Anne Lockhart             |                                    |  |  |       |  |  | 8. William Gordon, II conte di Aberdeen |  |  |                                        |  |
| 4. George Gordon, III conte di Aberdeen         |                   |                               |                                    |  |  |       |  |  | 8. William Gordon, II conte di Aberdeen |  |  |                                        |  |
|                                                 |                   | 9. Susan Murray               | 18. John Murray, I duca di Atholl  |  |  |       |  |  |                                         |  |  |                                        |  |
|                                                 |                   | 9. Susan Murray               | 18. John Murray, I duca di Atholl  |  |  |       |  |  |                                         |  |  |                                        |  |
|                                                 |                   | 9. Susan Murray               | 19. Catherine Douglas              |  |  |       |  |  |                                         |  |  |                                        |  |
| 2. George Gordon                                |                   | 9. Susan Murray               |                                    |  |  |       |  |  |                                         |  |  |                                        |  |
|                                                 |                   | 10. Oswald Hanson             | 20. Benjamin Hanson                |  |  |       |  |  |                                         |  |  |                                        |  |
|                                                 |                   | 10. Oswald Hanson             | 20. Benjamin Hanson                |  |  |       |  |  |                                         |  |  |                                        |  |
|                                                 |                   | 10. Oswald Hanson             | 21. Elizabeth Mitton               |  |  |       |  |  |                                         |  |  |                                        |  |
| 5. Catherine Elizabeth Hanson                   |                   | 10. Oswald Hanson             |                                    |  |  |       |  |  |                                         |  |  |                                        |  |
|                                                 |                   | 11. Mary Collet               | 22. Ralph Collet                   |  |  |       |  |  |                                         |  |  |                                        |  |
|                                                 |                   | 11. Mary Collet               | 22. Ralph Collet                   |  |  |       |  |  |                                         |  |  |                                        |  |
|                                                 |                   | 11. Mary Collet               | …                                  |  |  |       |  |  |                                         |  |  |                                        |  |
| 1. George Hamilton Gordon, IV conte di Aberdeen |                   | 11. Mary Collet               |                                    |  |  |       |  |  |                                         |  |  |                                        |  |
|                                                 | 12. William Baird | 24. Robert Baird, I baronetto |                                    |  |  |       |  |  |                                         |  |  |                                        |  |
|                                                 | 12. William Baird | 24. Robert Baird, I baronetto |                                    |  |  |       |  |  |                                         |  |  |                                        |  |
|                                                 | 12. William Baird | 25. Elizabeth Fleming         |                                    |  |  |       |  |  |                                         |  |  |                                        |  |
| 6. William Baird, V di Newbyth                  | 12. William Baird |                               |                                    |  |  |       |  |  |                                         |  |  |                                        |  |
|                                                 |                   | 13. Catherine Binning         | 26. W. Binning                     |  |  |       |  |  |                                         |  |  |                                        |  |
|                                                 |                   | 13. Catherine Binning         | 26. W. Binning                     |  |  |       |  |  |                                         |  |  |                                        |  |
|                                                 |                   | 13. Catherine Binning         | …                                  |  |  |       |  |  |                                         |  |  |                                        |  |
| 3. Charlotte Baird                              |                   | 13. Catherine Binning         |                                    |  |  |       |  |  |                                         |  |  |                                        |  |
|                                                 |                   | 14. Robert Johnston           | 28. Joseph Johnston, III di Hilton |  |  |       |  |  |                                         |  |  |                                        |  |
|                                                 |                   | 14. Robert Johnston           | 28. Joseph Johnston, III di Hilton |  |  |       |  |  |                                         |  |  |                                        |  |
|                                                 |                   | 14. Robert Johnston           | …                                  |  |  |       |  |  |                                         |  |  |                                        |  |
| 7. Alicia Johnston                              |                   | 14. Robert Johnston           |                                    |  |  |       |  |  |                                         |  |  |                                        |  |
|                                                 |                   | 15. Mary Fulton Home          | 30. John Home                      |  |  |       |  |  |                                         |  |  |                                        |  |
|                                                 |                   | 15. Mary Fulton Home          | 30. John Home                      |  |  |       |  |  |                                         |  |  |                                        |  |
|                                                 |                   | 15. Mary Fulton Home          | …                                  |  |  |       |  |  |                                         |  |  |                                        |  |
|                                                 |                   | 15. Mary Fulton Home          |                                    |  |  |       |  |  |                                         |  |  |                                        |  |